# Nikifóros Arvanítou
Nikifóros Arvanítou, né le 13 janvier 2003, est un coureur cycliste grec.

## Biographie
En 2021, Nikifóros Arvanítou devient double champion de Grèce juniors (moins de 19 ans), dans la course en ligne et le contre-la-montre. La même année, il représente son pays lors des championnats d'Europe juniors de Trente. Il intègre ensuite l'équipe continentale Java-Kiwi Atlántico en 2022. 
Pour la saison 2023, il s'engage avec la formation roumaine Sofer-Savini Due-OMZ. Rapide au sprint, il se distingue durant le mois d'avril en terminant huitième d'une étape du Tour de Sicile. Peu de temps après, il est sacré champion national dans la catégorie espoirs (moins de 23 ans). Il remporte également une étape puis le classement général de la Kırıkkale Road Race au mois de juin.

## Palmarès sur route

### Par année
- 2020
  -  Champion de Grèce sur route juniors
  - 3e du championnat de Grèce du contre-la-montre juniors
- 2021
  -  Champion de Grèce sur route juniors
  -  Champion de Grèce du contre-la-montre juniors
- 2023
  -  Champion des Balkans sur route
  -  Champion de Grèce sur route espoirs
  - Kırıkkale Road Race :
    - Classement général
    - 1re étape

  - 2e du championnat de Grèce du contre-la-montre espoirs
  - 3e du championnat de Grèce du contre-la-montre
- 2024
  -  Champion de Grèce sur route
  -  Champion de Grèce sur route espoirs
  - Tour of Thysia
  - 4e étape du Tour de Kurpie
  - 2e du championnat de Grèce du contre-la-montre espoirs
  - 2e du championnat des Balkans sur route
- 2025
  -  Champion de Grèce sur route
  -  Champion de Grèce sur route espoirs
  - Prologue du Tour of Malopolska
  - Grand Prix Kahramanmaraş
  - Grand Prix Edebiyat Yolu
  - 2e du Tour de Szeklerland
  - 3e de Belgrade-Banja Luka
  - 3e du championnat de Grèce du contre-la-montre espoirs

### Classements mondiaux
| Année                                 | 2022 | 2023 | 2024 |
| ------------------------------------- | ---- | ---- | ---- |
| Classement mondial                    | 919e | 479e | 449e |
| UCI Europe Tour                       | 675e | nc   | nc   |
|                                       |      |      |      |
| Légende : nc = non classéSource : UCI |      |      |      |

## Palmarès sur piste

### Championnats nationaux
- 2023
  - 2e du championnat de Grèce de l'omnium
  - 3e du championnat de Grèce de poursuite
  - 3e du championnat de Grèce de l'américaine
- 2024
  -  Champion de Grèce de l'américaine (avec Nikólaos Drákos)[2]